# Patata novella

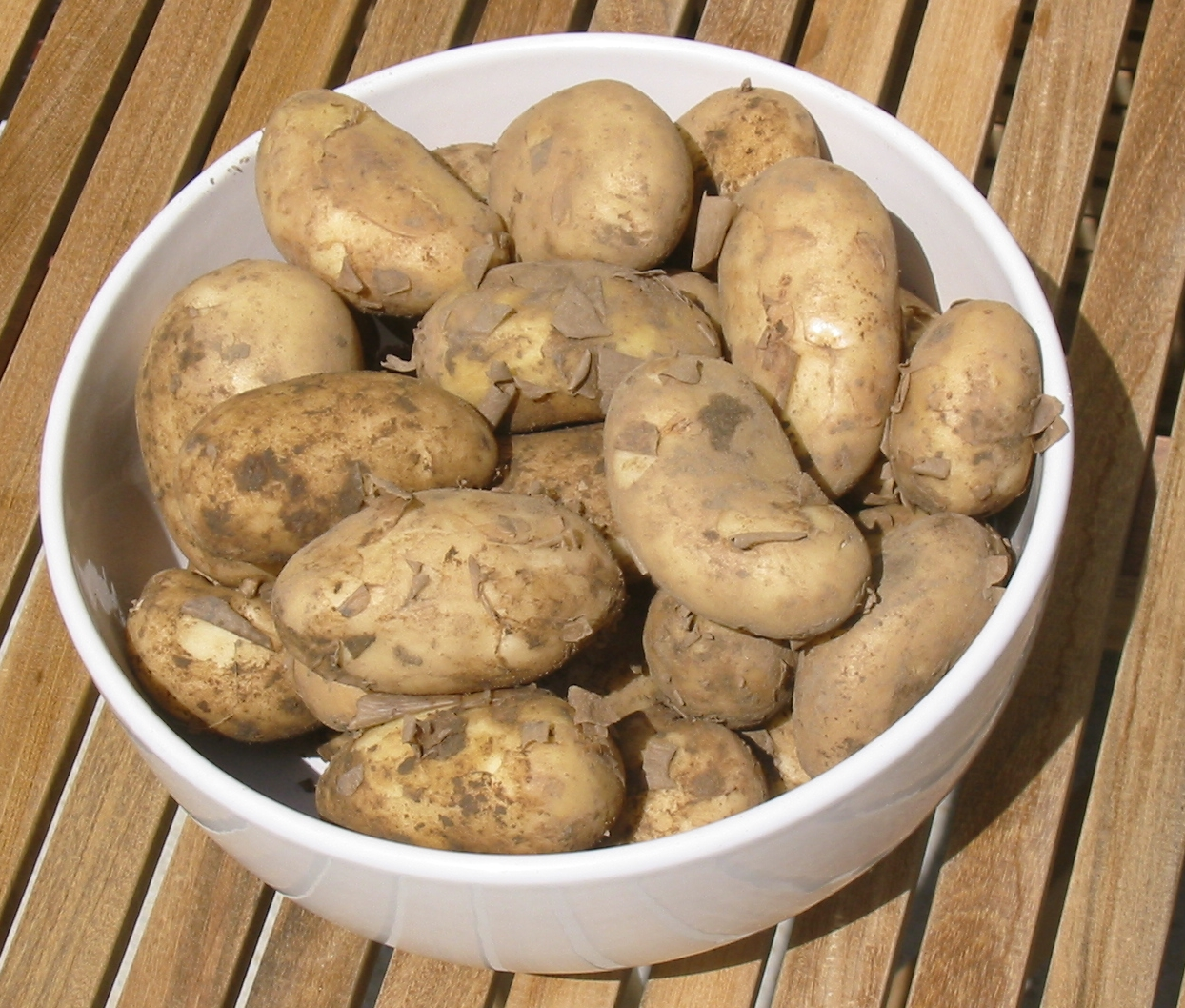
Patate novelle Jersey Royal.

Per patata novella, detta anche primaticcia o patatina, si intende una patata ottenuta dalla coltivazione di varietà precoci e precocissime, non giunte a maturazione completa.
La buccia della patata novella è sottilissima e può essere asportata per sfregamento.

## Diffusione nel mondo
La patata novella è presente nelle coltivazioni fino al 70° di latitudine nord e ad altitudini anche superiori ai 1.500 metri e comprende una vasta area geografica la cui estensione è di circa 20 milioni di ettari. 
Il continente in cui è maggiormente diffusa è l'Europa, dove sono coltivati oltre 6 milioni di ettari; seguono Asia (5,5 milioni) ed America Latina (1 milione). La Spagna con la produzione dell'Andalusia, immette sul mercato, tra aprile e giugno, le patate più precoci di tutta l'Europa.
Tra le varietà europee più utilizzate, ricordiamo la Aminca, Alcmaria, Spunta e Nicola.

## Le colture italiane
In Italia la patata novella viene ottenuta con un ciclo di semina e raccolta molto breve. Raccolta entro giugno, prima del completo indurimento della buccia, viene immediatamente destinata al mercato per essere consumata.
Solitamente il prodotto si ottiene dalle zone del centro-sud italico caratterizzate da inverni miti, con temperature che solo raramente scendono al di sotto di 0 °C. 
La produzione di patate novelle copre il 33,9% rispetto al totale nazionale.

### Le varietà
Esistono tantissime varietà di patate novelle in Italia.
Le aree di maggiore rilevanza sono quella ionica, con Manduria (Taranto), Galatina e Santa Maria di Leuca (Lecce), quella adriatica con Mola di Bari, Polignano a Mare, Monopoli (Bari), Barletta, Margherita di Savoia (Barletta-Andria-Trani) e Zapponeta (Foggia).
Le tre principali varietà pugliesi sono Sieglinde (60 %), Spunta (20 %) e Nicola (10 %), da cui deriva la famosa patata di Galatina, molto ricercata sui mercati del nord Europa.
A volte, anziché per la varietà, il prodotto viene indicato in base alla zona di produzione (ad esempio: patata novella campana,
patata novella di Siracusa, patata novella di Messina).

## Utilizzi
Viene cucinata soprattutto lessata, fritta o arrostita.